# 波士顿大学东站
波士顿大学东站（英語：Boston University East station）是马萨诸塞湾交通局运营的绿线B支线车站。车站设置在联邦大道车道隔离带中，位于格兰比街和卡明顿街之间。车站坐落在波士顿大学校园内，附近有沃伦塔学生公寓、地质科学图书馆、工程资源中心、数学及计算科学中心、心理学和脑科学学院和新闻学院等建筑。
波士顿大学东站是B支线上仅有的五座无障碍车站之一，其余车站为哈佛大道站、波士顿大学中央站、华盛顿街站和波士顿学院站。

## 历史

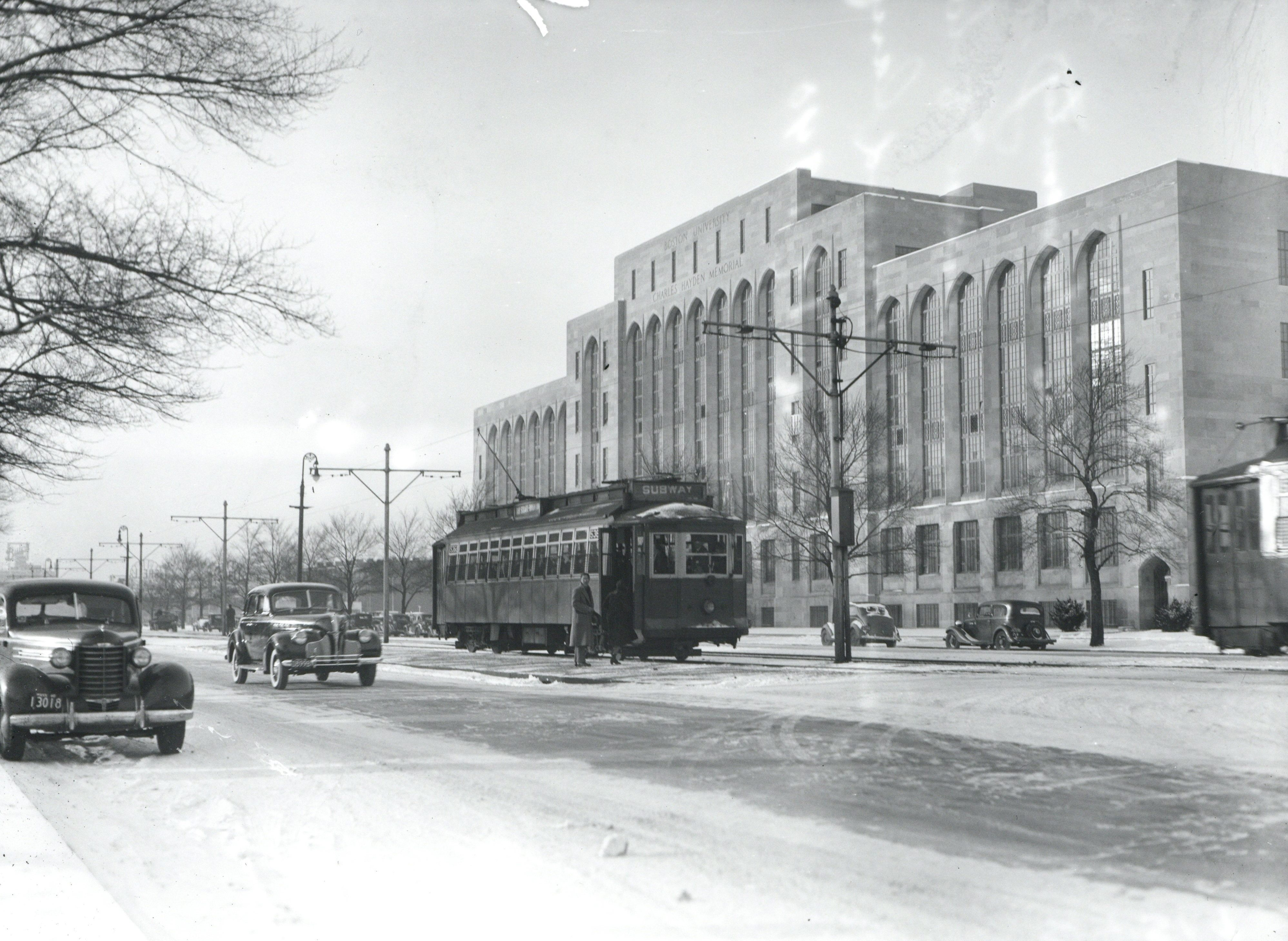
19世纪40年代停靠在该车站的有轨电车

波士顿大学东站正对着沃伦塔学生公寓和波士顿大学文理学院，在B支线车站中，繁忙程度排名第六。由于车站客流量大，波士顿大学东站于2002年至2003年改造，升高候车站台以提供无障碍乘车。工程期间，列车使用临时站台。改造工程开工于2002年3月18日，由于哈佛大道站和华盛顿街站工期延误，本站工期延误一周，预计6个月完工。
为不影响正常轻轨服务，工程队仅在夜晚施工4小时。然而，由于恶劣气候和工作时间限制，工程交付日期从2002年12月延期至2003年3月。工程承包商于2003年初告知马萨诸塞湾交通局无法按期完成工作，于是交通局在2003年夏天更换承包商，然而由于种种原因，直到9月份工程仍然没有重新开工。车站最终于2003年11月18日完工并向市民开放。